# قلعه سنگی (بنار)
قلعه سنگی (بنار) مربوط به دوره ساسانیان است و در شهرستان لارستان، بخش بنارویه، جنوب شرقی شهر بنارویه، دامنه و ارتفاعات کوه شاه‌نشین واقع شده و این اثر در تاریخ ۱ مرداد ۱۳۸۶ با شمارهٔ ثبت ۱۹۲۹۷ به‌عنوان یکی از آثار ملی ایران به ثبت رسیده است.